# 宣化県
宣化県（せんか-けん）は中華人民共和国河北省張家口市に位置していた県。

## 歴史
唐末に設置された文徳県を前身とする。1189年（大定29年）、金朝により宣徳県と改称され、宣徳州の州治とされた。1371年（洪武4年）、明朝により廃止された。1693年（康熙32年）、清朝により宣化県（huweki suksangga hiyan）は設置され、宣化府の府治とされた。
1958年に一旦廃止されたが、1961年に再び設置された。その後2016年に廃止され宣化区に併合された。

## 行政区画
- 鎮:洋河南鎮、深井鎮、崞村鎮、沙嶺子鎮、大倉蓋鎮、賈家営鎮、顧家営鎮、趙川鎮
- 郷:王家湾郷、塔児村郷、江家屯郷、東望山郷、李家堡郷